# Hippodrome de la Prairie
L’hippodrome de la Prairie est un hippodrome de trot situé dans la Prairie à Caen (Calvados).

## Histoire

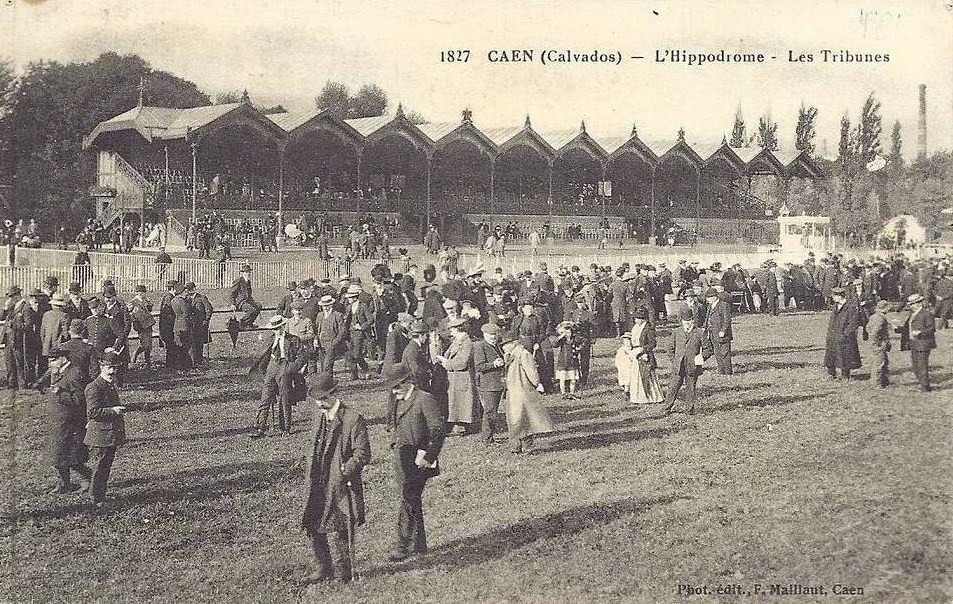
Anciennes tribunes de l'hippodrome de la Prairie.

La première course de trotteurs a été organisée dans la Prairie le 26 août 1837 par la Société d'agriculture et de commerce de Caen. Le 13 février 1839, la ville décide de créer un champ de course permanent. En août de l'année suivante, il est convenu de construire des tribunes pour abriter les spectateurs. En 1845, la terre issue du creusement du canal de Caen à la mer est déversée dans la Prairie afin d'aménager l'hippodrome.
Le 21 octobre 1864 est créé à Caen la Société d'encouragement pour l'amélioration du cheval français de demi-sang afin de règlementer le code des courses au trot pour la France entière. Transférée à Paris par la suite, elle est devenue la Société d’encouragement du cheval français.
En 1868, Henri Rochefort estime que Caen « possède [...] le plus bel hippodrome connu ». Les tribunes, d'une capacité de 1 000 places, sont inaugurées le 1er août 1880,. 
L’hippodrome a été entièrement rénové en 1970 et de nouvelles tribunes ont été construites.

### Jeux équestres mondiaux
Les épreuves de dressage para équestre et d'attelage (dressage et maniabilité) des jeux équestres mondiaux de 2014 se sont tenus à la Prairie.

## Fiche technique

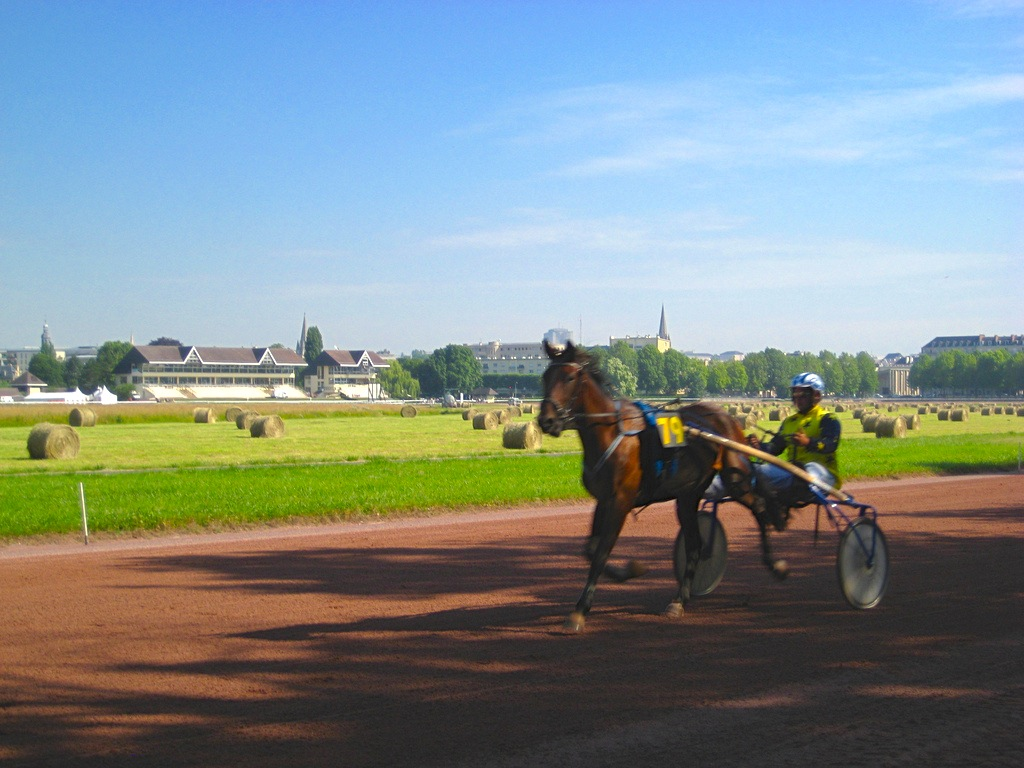
Trot attelé à l'hippodrome de la Prairie.

L'hippodrome est constituée d'une piste d'environ 1 954 m en sable avec corde à droite. 
Piste homologuée (avec départ aux lasers) :
- Longueur : 1 954 m,
- Largeur : 25 m (Cat.1),
- Longueur de la ligne d’arrivée : 450 m.

Les bâtiments de l'hippodrome de la Prairie sont la propriété de la SECF. 90 boxes sont installés sur l'hippodrome. Ce nombre étant jugé insuffisant, on prévoit de construire 25 à 30 boxes supplémentaires au plus tard pour les jeux équestres mondiaux de 2014.
Une trentaine de réunions de courses sont organisées chaque année (29 en 2010) dont la majorité servent de support au PMU.
La réunion la plus prestigieuse a lieu un samedi de la mi-mai (un mercredi avant 2022) où sont disputées deux courses de Groupe II (le Prix des Ducs de Normandie et le Prix Henri Ballière). En 2009, cette journée a enregistré 5 003 entrées totales. Une course de Groupe I (le Saint-Léger des Trotteurs) et une course de Groupe III (le Prix de la Ville de Caen) s'y déroulent un samedi de la mi-octobre. Au niveau international, deux éditions de deux courses de Groupe I organisées par l'Union européenne du trot (UET) s'y sont déroulées en 2001 et 2002 : le Grand Prix de l'UET et le Championnat européen des 3 ans.
L'hippodrome de la Prairie, classé parmi les pôles régionaux, est le premier hippodrome de France pour la qualification des trotteurs français. Ainsi, sur 4 553 chevaux qualifiés en 2010, 1 634 avait obtenu leur permis de courir à Caen, contre seulement 951 sur l'hippodrome de Grosbois, le second.